# Daphnis neriastri
Daphnis neriastri är en fjärilsart som beskrevs av Jean Baptiste Boisduval 1875. Daphnis neriastri ingår i släktet Daphnis och familjen svärmare. Inga underarter finns listade i Catalogue of Life.